# W40 (ядерная боеголовка)
W40 — американская ядерная боеголовка, разработанная Лос-Аламосской национальной лабораторией и принятая на вооружение в конце 1950-х годов и находившаяся на вооружении в 1959—1972 годах. Боеголовка относилась к типу атомных зарядов с ускоренным делением (англ. boosted fission).
Боеголовка W40 использовала ядерный заряд типа Python, также использовавшийся в атомной бомбе B28 и боеголовках W28 и W49.
Боеголовка имела диаметр 457 мм, длину 0,81 м и весила около 175 кг. Мощность боеголовки составляла 10 кт.
W40 оснащались ракеты класса «земля-земля» типа MGM-18 Lacrosse и беспилотные перехватчики CIM-10 Bomarc.